# Kanton Gourdon
Der Kanton Gourdon ist seit 1790 ein französischer Wahlkreis im Arrondissement Gourdon im Département Lot in der Region Okzitanien; sein Hauptort ist Gourdon.

## Gemeinden
Der Kanton besteht aus 18 Gemeinden mit insgesamt 11.672 Einwohnern (Stand: 1. Januar 2022) auf einer Gesamtfläche von 313,94 km²:
| Gemeinde               | Einwohner 1. Januar 2022 | Fläche km² | Dichte Einw./km² | Code INSEE | Postleitzahl |
| ---------------------- | ------------------------ | ---------- | ---------------- | ---------- | ------------ |
| Anglars-Nozac          | 397                      | 9,83       | 40               | 46006      | 46300        |
| Cazals                 | 651                      | 10,57      | 62               | 46066      | 46250        |
| Dégagnac               | 637                      | 37,90      | 17               | 46087      | 46340        |
| Gindou                 | 357                      | 15,65      | 23               | 46120      | 46250        |
| Gourdon                | 4.080                    | 45,56      | 90               | 46127      | 46300        |
| Lavercantière          | 244                      | 14,99      | 16               | 46164      | 46340        |
| Léobard                | 224                      | 10,30      | 22               | 46169      | 46300        |
| Le Vigan-en-Quercy     | 1.544                    | 34,40      | 45               | 46334      | 46300        |
| Marminiac              | 348                      | 22,88      | 15               | 46184      | 46250        |
| Milhac                 | 199                      | 5,42       | 37               | 46194      | 46300        |
| Payrignac              | 654                      | 21,64      | 30               | 46216      | 46300        |
| Rampoux                | 102                      | 5,83       | 17               | 46234      | 46340        |
| Rouffilhac             | 196                      | 6,50       | 30               | 46241      | 46300        |
| Saint-Cirq-Madelon     | 154                      | 7,49       | 21               | 46257      | 46300        |
| Saint-Cirq-Souillaguet | 172                      | 8,54       | 20               | 46258      | 46300        |
| Saint-Clair            | 141                      | 11,00      | 13               | 46259      | 46300        |
| Saint-Projet           | 354                      | 15,83      | 22               | 46290      | 46300        |
| Salviac                | 1.218                    | 29,61      | 41               | 46297      | 46340        |
| Kanton Gourdon         | 11.672                   | 313,94     | 37               | 4609       | –            |

Bis zur landesweiten Neuordnung der französischen Kantone im März 2015 gehörten zum Kanton Gourdon die zehn Gemeinden Anglars-Nozac, Gourdon, Le Vigan, Milhac, Payrignac, Rouffilhac, Saint-Cirq-Madelon, Saint-Cirq-Souillaguet, Saint-Clair und Saint-Projet. Sein Zuschnitt entsprach einer Fläche von 166,21 km2. Er besaß vor 2015 einen anderen INSEE-Code als heute, nämlich 4610.